# Guantanamo Party Program
Guantanamo Party Program – zespół założony na przełomie 2006/2007 roku we Wrocławiu, wykonujący muzykę łączącą elementy sludge, post hardcore i noise rock.

## Historia
Zespół powstał pod koniec 2006 roku. Inicjatorem powołania nowego projektu muzycznego był Dariusz Liboski, wokalista, który wcześniej udzielał się m.in. w wołowskim Lost Road i lubińskim Bonito. W podstawowym składzie znaleźli się również gitarzysta wyżej wymienionych zespołów – Wojciech Feret, perkusista grind-core`owego Wojtyła - Jakub Przybyłek oraz były basista wrocławskiej grupy Poltergeist - Grzegorz Sontowski.
Początkowo zespół wykonywał muzykę, która była połączeniem różnych ekstremalnych nurtów: screamo, noise, emo-violence. Zagrał także kilka dobrze przyjętych koncertów. Okres ten został zakończony nagraniem krótkiego demo "The Past".
Po nagraniu pierwszego materiału studyjnego, członkowie postawili na zmianę stylistyczną. Nowy materiał powstał jako wynik inspiracji zarówno zespołami sludge`owymi (Neurosis, Cult of Luna, Overmars), jak i noise rockowymi (Lvmen, Today Is The Day, Krzycz, Thema 11, La Aferra). Do składu doszedł drugi gitarzysta – Jonatan Staniec. Po zagraniu kilkunastu koncertów w Polsce, członkowie Guantanamo Party Program zarejestrowali we wrocławskim studiu Hellsound swój pierwszy pełnowymiarowy album. Za nagranie i brzmienie płyty odpowiadał Jarosław Wysocki. W trakcie końcowych prac nad albumem od zespołu odszedł Jonatan, co spowodowało zawieszenie aktywności koncertowej. Materiał w marcu 2010 został wydany nakładem niezależnej wytwórni No Sanctuary Records, a później wznowiony na kasecie przez Hasiok Records. 
W 2010 dołączył Łukasz Lisoń, który wcześniej udzielał się między innymi w opolskim zespole Lola Hart. W nowym, ustabilizowanym składzie, Guantanamo Party Program wróciło do grania koncertów. Zespół miał okazję wystąpić w Polsce, Czechach, Słowacji i Niemczech. W międzyczasie wydany został split z zaprzyjaźnionymi zespołami – Echoes Of Yul i Sun For Miles. Wydawcą nowego materiału były dwie wytwórnie: We Are All Pacinos Records z Opola oraz No Sanctuary Records. Na płycie pojawiły się dwa utwory znane z debiutanckiego CD zespołu, ale wzbogacone o warstwę instrumentalną stworzoną przez członka Echoes Of Yul – Jarosława Leśkiewicza.
W listopadzie 2010 na trasie koncertowej zespół wspomógł gitarzysta – Artur Rumiński, udzielający się m.in. w grupach Sun For Miles, Wilczy Szaniec, Thaw.
W 2012, członkowie zespołu zarejestrowali kolejny materiał. Album zatytułowany "II" został wydany w maju 2013 przez dwie wytwórnie - za wersję winylową odpowiadała Caramba Records, a kompaktową - Chaos W Mojej Głowie.  Nagrania, które nie weszły na płytę, zostały później opublikowane na 3 winylowych splitach z zaprzyjaźnionymi zespołami: w 2012 roku z We Are Idols , w 2014 z Suffering Mind , oraz z Hard To Breathe .
Ostatni album zespołu zatytułowany "III" ukazał się 1 września 2017 roku nakładem Anteny Krzyku. 
Guantanamo Party Program zagrało kilkadziesiąt koncertów m.in. z grupami: At The Soundawn, Blindead, Ufomammut, The Arson Project, Young Widows, Mouse On The Keys, Cripple Bastards, Job Karma, Membrane, Malignant Tumour, Lento, Coliseum czy Kongh.

## Muzycy

### Obecny skład zespołu
- Dariusz Liboski – wokal
- Wojciech Feret – gitara
- Grzegorz Dygoń – gitara (od 2021)
- Grzegorz Sontowski – gitara basowa
- Jakub Przybyłek – perkusja

### Byli członkowie zespołu
- Jonatan Staniec – gitara (2008-2009)
- Łukasz Lisoń - gitara (2010-2020)

### Współpraca
- Artur Rumiński – gitara (2010)
- Jarosław Leśkiewicz – gitara, elektronika - współpraca studyjna (2010)
- Michał Baczun - perkusja (2013)
- Grzegorz Dygoń - gitara (2016-2017)

## Dyskografia
Albumy
- I - CD/MC (2010, No Sanctuary Records - CD, Hasiok Records - MC)
- II - LP/CD (2013, Chaos w Mojej Głowie - CD, Caramba Records - LP)
- III - LP/CD (2017, Antena Krzyku)
- IV - CD/MC (2022, Arcadian Industry - CD, Three Moons Records - MC)

Splity
- Echoes Of Yul/Guantanamo Party Program/Sun for Miles - 3-way split - CD (2010, We Are All Pacinos Records/No Sanctuary Records)
- We Are Idols/Guantanamo Party Program - split - 7” EP (2012, Long Walk Records/Drop Out Records)
- Suffering Mind/Guantanamo Party Program - spt - 7” EP (2014, Caramba Records/Back On Track/Halo of Flies)
- Guantanamo Party Program/Hard To Breathe - split 7" EP (2015, Hasiok Records/DIY Koło/ Black Wednesday Records)

Wydawnictwa kompilacyjne
- Box - 4xMC (2019, Three Moons Records)
- 2010-2019 - digital download (2022, Bandcamp)

Bootlegi
- live 27/11/2010 - digital download (2011, Bandcamp)